# ليلى الإسكندرانية
ليلى الإسكندرانية (1952 - 27 فبراير 2021) هي ممثلة مصرية.

## حياتها ونشأتها
ليلى محمد على ولقبت بليلى الإسكندرانية كونها من مواليد مدينة الإسكندرية، وهي والدة الماكيير الشهير علاء التونسي.
توفيت نتيجة فيرس كورونا.

## مسيرتها
كان بداية أعمالها في مشهد صغير من خلال فيلم وبالوالدين إحسانا سنة 1976، كان آخر أعمالها الفنية الفيلم الكوميدي "محمد حسين" بطولة الفنان محمد سعد، والذي عرض عام 2019.

## أعماله
محمد حسين
2019 - فيلم
والدة منى وإسماعيل
لهفة
2015 - مسلسل
كورال حجازي متقال
مولانا العاشق
2015 - مسلسل
سمير أبو النيل
2013 - فيلم
الهروب
2012 - مسلسل
كاريوكا
2012 - مسلسل
سيدة خادمة تحية
365 يوم سعادة
2011 - فيلم
سيدة العزاء
إكس لارج
2011 - فيلم
إنشراح - صاحبة المطعم
الثلاثة يشتغلونها
2010 - فيلم
أهل كايرو
2010 - مسلسل
جارة عبدالحميد في الحارة
عايزة أتجوز
2010 - مسلسل
الحكايه فيها منة
2009 - فيلم
تاجر السعادة
2009 - مسلسل
حرمت يا بابا ج1
2009 - مسلسل - سيت كوم
كلام نسوان
2009 - مسلسل
H دبووور
2008 - فيلم
الزمهلوية
2008 - فيلم
الفاضي يعمل إيه
2008 - مسلسل
راسين في الحلال
2008 - مسلسل - سيت كوم
شعبان الفارس
2008 - فيلم
الجارة
الشياطين (العودة)
2007 - فيلم
أم خشبة
حاسبوا منه
2007 - مسلسل
سلطان الغرام
2007 - مسلسل
غريب الدار
2007 - مسلسل
هي فوضى؟
2007 - فيلم
حاحا وتفاحة
2006 - فيلم
حارة العوانس
2006 - مسلسل
سوق الخضار
2006 - مسلسل
ظرف طارق
2006 - فيلم
والدة باكينام
عمارة يعقوبيان
2006 - فيلم
قصة الحي الشعبي
2006 - فيلم
الشارد
2005 - مسلسل
أحلى الأوقات
2004 - فيلم
جارة يسريه بشارع مدرسة التوفيقية
أعمال رجال
2004 - مسلسل
غبي منه فيه
2004 - فيلم
ميدو مشاكل
2003 - فيلم
ام عزوز
الأصدقاء
2002 - مسلسل
النعامة والطاووس
2002 - فيلم
الدايه
خلي الدماغ صاحي
2002 - فيلم
جاءنا البيان التالي
2001 - فيلم
أم ناهد
جواز بقرار جمهوري
2001 - فيلم
أم زياد
حديث الصباح والمساء
2001 - مسلسل
حمزة وبناته الخمسة
2001 - مسلسل
عائلة الحاج متولي
2001 - مسلسل
جارة متولى
الجاني مين
2000 - مسلسل
/ ح7 شاهد إثبات
الكمبيوتر
2000 - سهرة تليفزيونية
الناظر
2000 - فيلم
أوان الورد
2000 - مسلسل
بهاريز
2000 - فيلم
زيزينيا ج2: الليل والفنار
2000 - مسلسل
فرقة بنات وبس
2000 - فيلم
ع الحلوة والمرة
1999 - مسلسل
عبود على الحدود
1999 - فيلم
اضحك الصورة تطلع حلوة
1998 - فيلم
ام عريس الاستوديو
نحن لا نزرع الشوك
1998 - مسلسل
بريء في ورطة
1997 - مسلسل
الانسة سوسو
أحلام فستق
1996 - مسلسل
أمر إزالة
1996 - مسلسل
ساكن قصادي ج2
1996 - مسلسل
ميت فل
1996 - فيلم
وصية المالكي
1996 - مسلسل
اثنين في واحد
1995 - مسلسل
إحنا ولاد النهاردة
1995 - فيلم
أولاد الأصول
1995 - مسلسل
ساكن قصادي ج1
1995 - مسلسل
طيور الظلام
1995 - فيلم
يوميات ونيس ج2
1995 - مسلسل
إحنا فين
1994 - مسلسل - فوازير
حتى لا يغيب القمر
1994 - مسلسل
قدارة
1994 - فيلم
كوبري الأحلام
1994 - مسلسل
الزعيم
1993 - مسرحية
المنسي
1993 - فيلم
المزاج
1991 - فيلم
عائلة الأستاذ شلش
1990 - مسلسل
من معازيم فرح مدحت وسحر
أنا وانت وبابا في المشمش
1989 - مسلسل
زيزي
أهلا يا جدو العزيز
1989 - مسلسل
حالة تلبس
1988 - فيلم
الوجه الآخر
1987 - مسلسل
شادر السمك
1986 - فيلم
الواد سيد الشغال
1985 - مسرحية
برديس
1985 - مسلسل
حكايات هو وهي
1985 - مسلسل
حب في الزنزانة
1983 - فيلم
عطيات - سجينة
عابر سبيل
1983 - مسلسل
دموع في عيون وقحة
1980 - مسلسل
الأقمر
1978 - فيلم
شباب يرقص فوق النار
1978 - فيلم
وبالوالدين إحسانا
1976 - فيلم
إحنا بتوع الأنيميا
0 - سهرة تليفزيونية
مشوار سلامة
0 - مسلسل